# Sally Caves
Sally Caves és el pseudònim de Sarah Higley, escriptora de ciència-ficció i professora d'anglès a la Universitat de Rochester. És més coneguda per crear el personatge de Star Trek Reginald Barclay.
Caves va escriure l'episodi de Star Trek: The Next Generation "Hollow Pursuits", en el qual es va introduir Reginald Barclay. També va ser coautora de la història de l'episodi "Babel" de Star Trek: Deep Space Nine .
Caves és la creadora de Teonaht, una llengua planificada notable.